# Dorfkirche Schmerkendorf

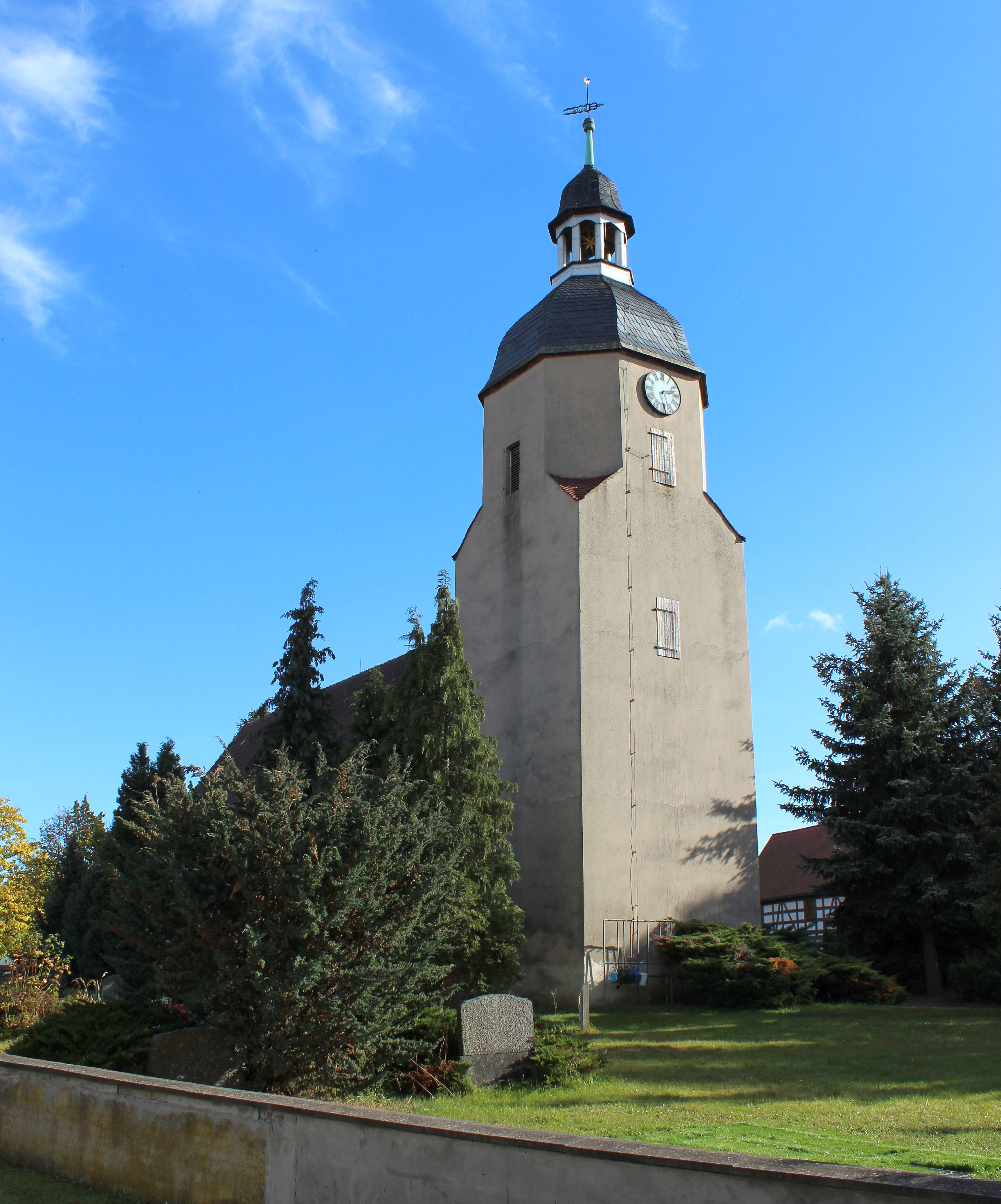
Dorfkirche Schmerkendorf

Die evangelisch-lutherische Dorfkirche Schmerkendorf ist ein denkmalgeschütztes Kirchengebäude in Schmerkendorf, einem Ortsteil der Stadt Falkenberg/Elster im südbrandenburgischen Landkreis Elbe-Elster.
In der im 13. Jahrhundert erstmals erwähnten Kirche aus Raseneisenstein befindet sich unter anderem mit einem aus der Zeit um 1500 erschaffenem Flügelaltar eines der wenigen großen Retabel, die aus der vorreformatorischen Zeit in der Umgebung erhalten sind.
Auf einem unmittelbar am Friedhof gelegenen Grundstück ist das einstige Pfarrhaus des Ortes zu finden. Das aus dem frühen 17. Jahrhundert stammende Fachwerkgebäude beherbergt die Schmerkendorfer Heimatstube.

## Baubeschreibung und -geschichte
Urkundlich wurde die Kirche, deren Inneres von barocken Umbauten geprägt ist, erstmals im Jahre 1251 erwähnt. Zu jener Zeit war sie eine Filialkirche des Patronats Altbelgern, das dem Nonnenkloster „Marienthron“ in Torgau unterstand. Bei dem mehrfach veränderten Raseneisensteinbau handelt es sich um eine langgestreckte Saalkirche mit Dreiseitenschluss und Satteldach. Das Kirchenschiff ist mit einer flachen quadratischen kassettierten Holzdecke versehen. Auf der Südseite befindet sich ein spitzbogiges Portal. Westlich schließt sich ein quadratischer, verputzter Turm an, der in seinem Kern aus dem 14. Jahrhundert stammt. Sein Oberbau besteht aus einer verputzten Ziegelfachwerkkonstruktion aus dem Jahr 1767 mit einer schiefergedeckten Schweifhaube und Laterne. Sein heutiger Putz stammt aus dem Jahre 1982.
Schwere Schäden trug die Kirche während des Dreißigjährigen Krieges davon, woraufhin ab 1672 ein Wiederaufbau folgte. Danach erfuhr die Kirche mehrfach Um- und Ausbauten. So stammt die Westempore des Bauwerks aus dem 17. Jahrhundert, der geschwungene Aufgang der Patronatsloge an der Südwand aus der Zeit um 1900, Nordempore und Holzdecke aus dem 18. Jahrhundert. Drei Chorfenster mit farbig bemalten Randbordüren sind Restaurierungsarbeiten im Jahre 1897 zuzuordnen. Ein Stützpfeiler in der nordwestlichen Ecke trägt die Jahreszahl 1703.

## Ausstattung (Auswahl)

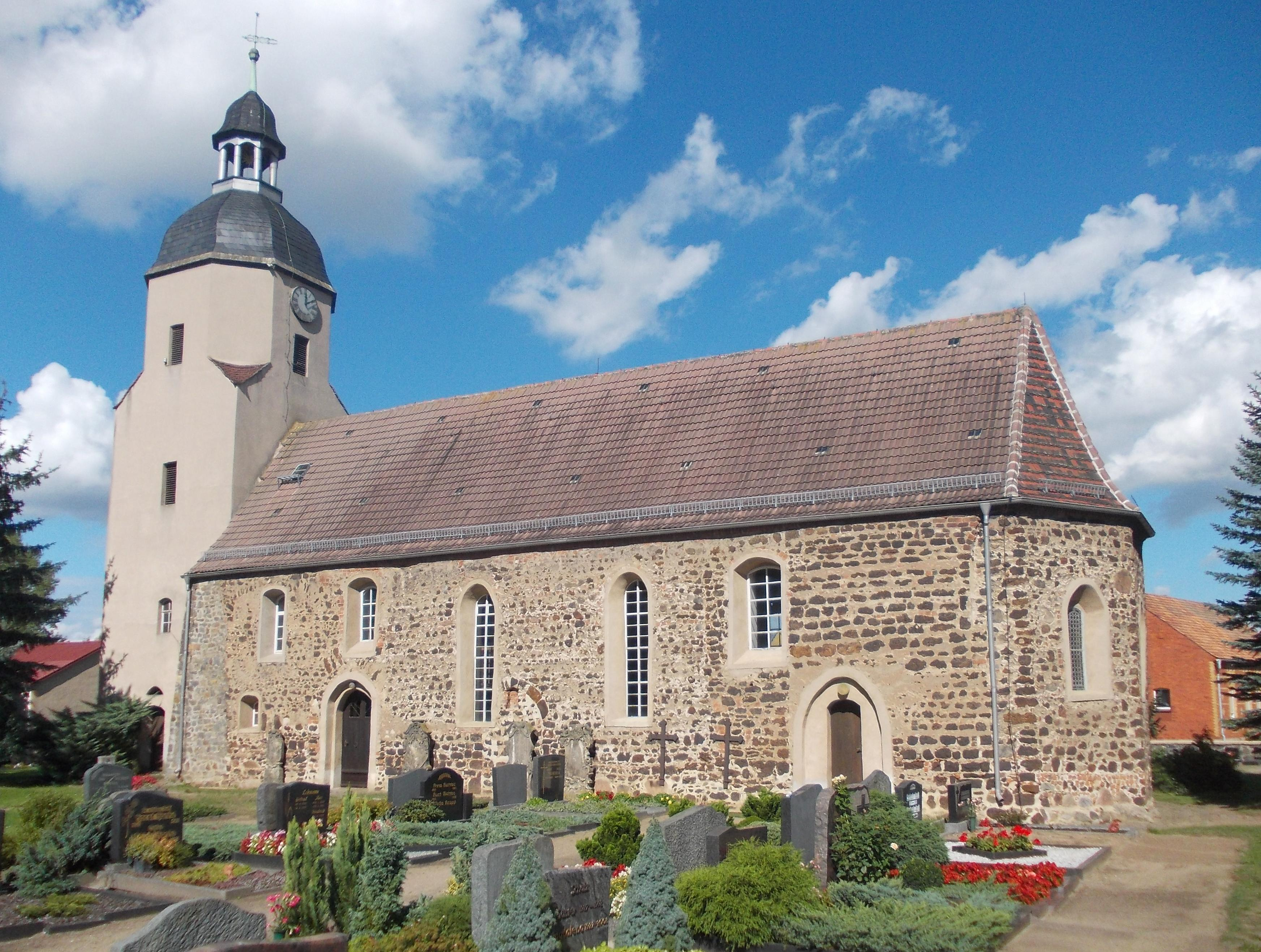
Südseite

### Altar
Der hölzerne Kanzelaltar aus dem Jahre 1897 ist mit verdrehten Säulen, Pilastern und abschließendem Gebälk versehen. Ein Flügelaltar stammt aus der Zeit um 1500. Dabei handelt es sich um eines der wenigen großen Retabel, die aus der vorreformatorischen Zeit in der Umgebung erhalten sind. Im modernen Schrein befinden sich drei Schnitzfiguren, welche Maria mit Kind, Laurentius und Magdalena darstellen sollen. Auf den Flügeln befinden sich in zwei Registern zwölf gemalte Apostel jeweils in Dreiergruppen.

### Sakrale Ausstattungsstücke
- Abendmahlskelch aus Zinn mit der Inschrift Der Kirche zu Schmerkendorf 1829.[2]
- Abendmahlskelch aus Zinn aus der ersten Hälfte des 19. Jahrhunderts.[2]
- Abendmahlskelch aus Zinn mit der Inschrift Der Kirche zu Lönnewitz aus dem 18. Jahrhundert.[2][5]
- Abendmahlskanne aus Zinn mit der Inschrift Der Kirche zu Lönnewitz 1842.[2][5]

### Orgel
Die Orgel stammt aus dem Jahr 1938. Errichtet wurde sie vom Frankfurter Orgelbauunternehmen Sauer. Verwendet wurde dabei ein um 1800 entstandener vasenbekrönter Orgelprospekt. Sie besitzt eine mechanische Schleiflade, zwei Manuale und zwölf Register.

### Glocken
Die Kirche besitzt vier bronzene Glocken, wobei zwei aus dem 14. Jahrhundert stammen und eine aus dem 15. Jahrhundert. Eine weitere Glocke befand sich ursprünglich in der Alt-Lönnewitzer Filialkirche. Dort wurde die im Jahre 1721 von der Dresdner Glockengießerei Weinhold gegossene Glocke durch Barbara Maria von Hackin gestiftet und an einem den ursprünglich vorhandenen Glockenturm ersetzendem Holzgerüst aufgehängt. Im Rahmen der Umsiedlung des Ortes im Jahre 1947 wurde sie mit weiteren Ausstattungsstücken in die Schmerkendorfer Kirche verbracht.

### Grabmäler

Sandsteingrabmäler an der Außenwand
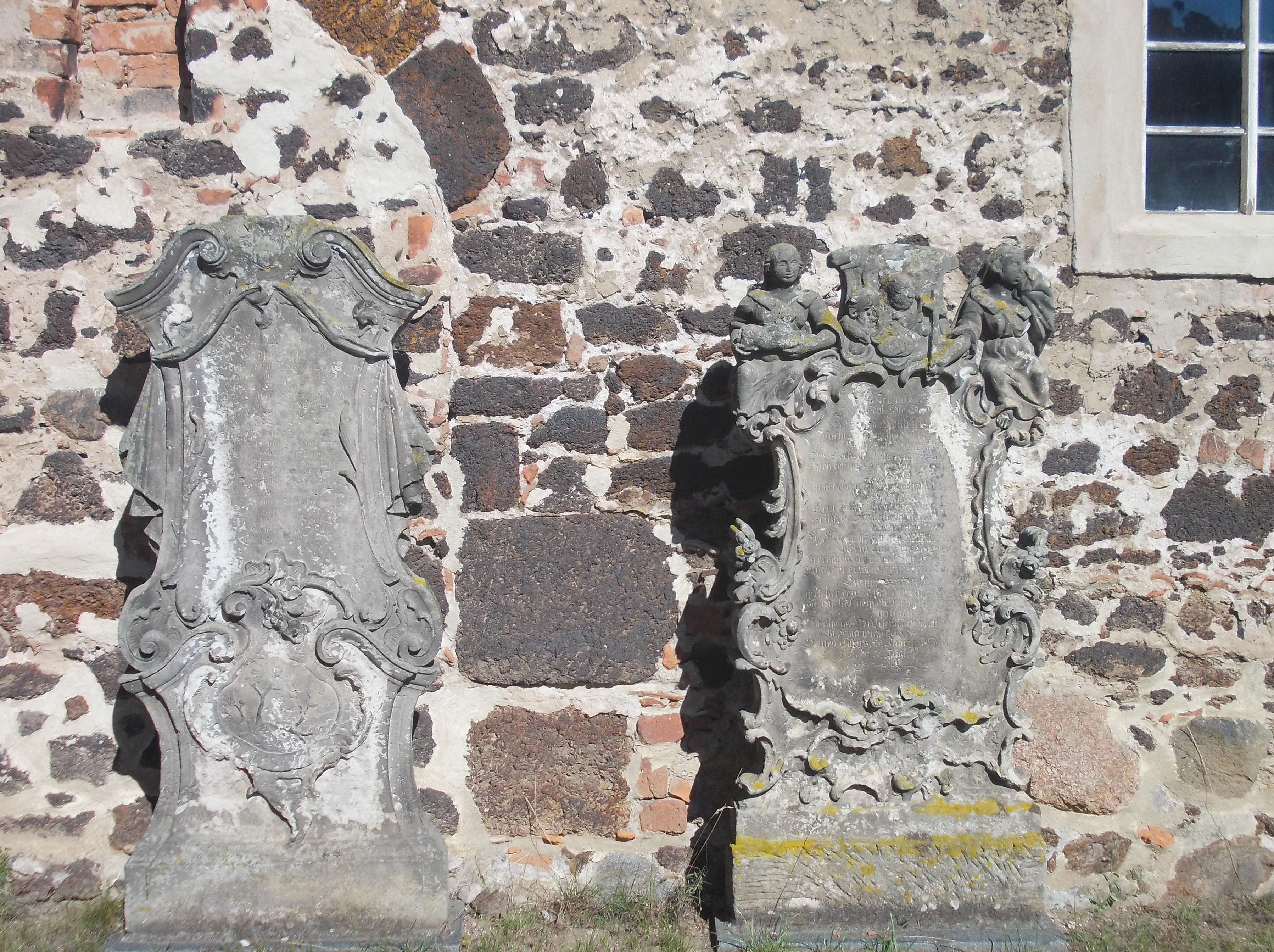
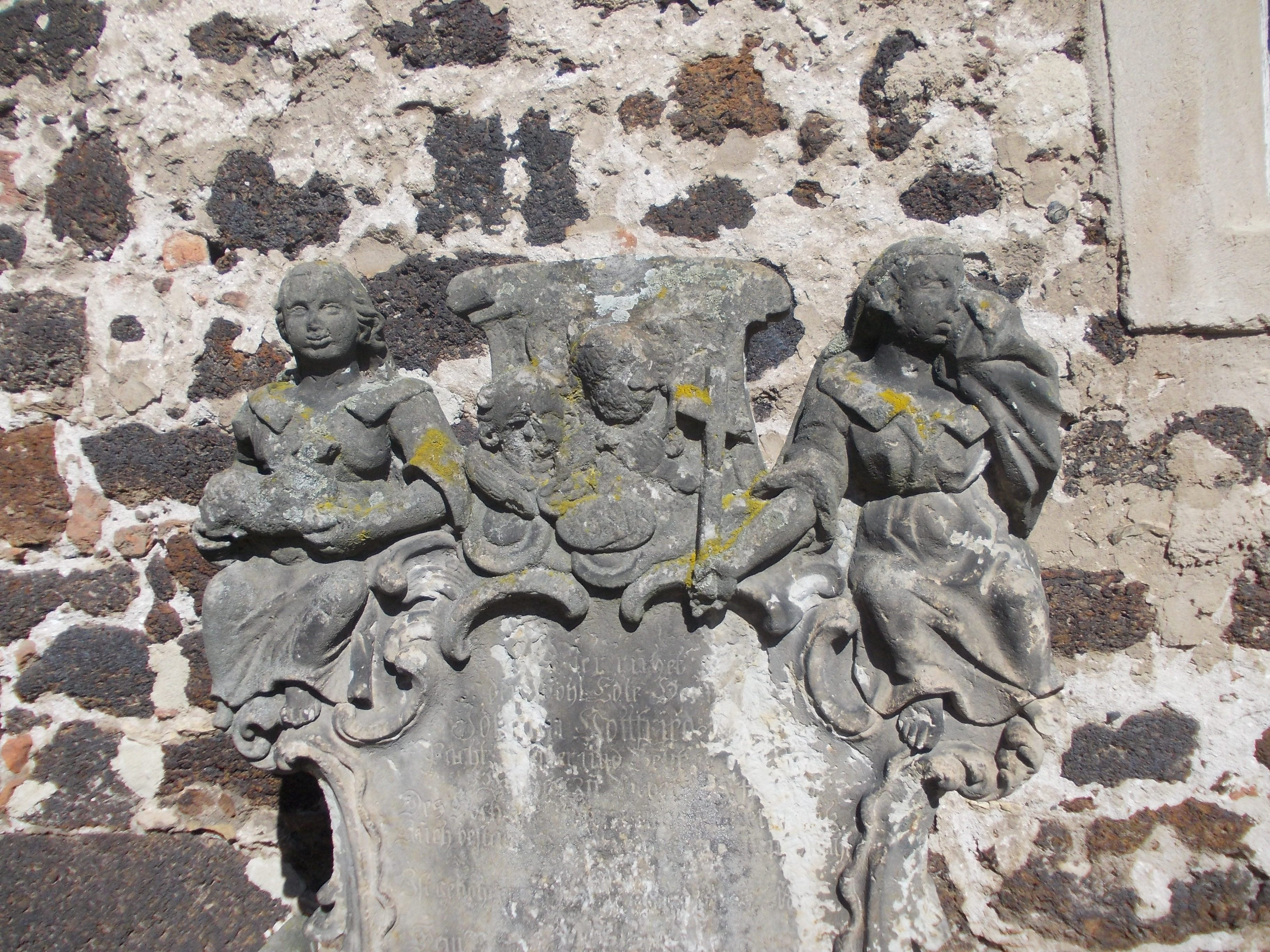
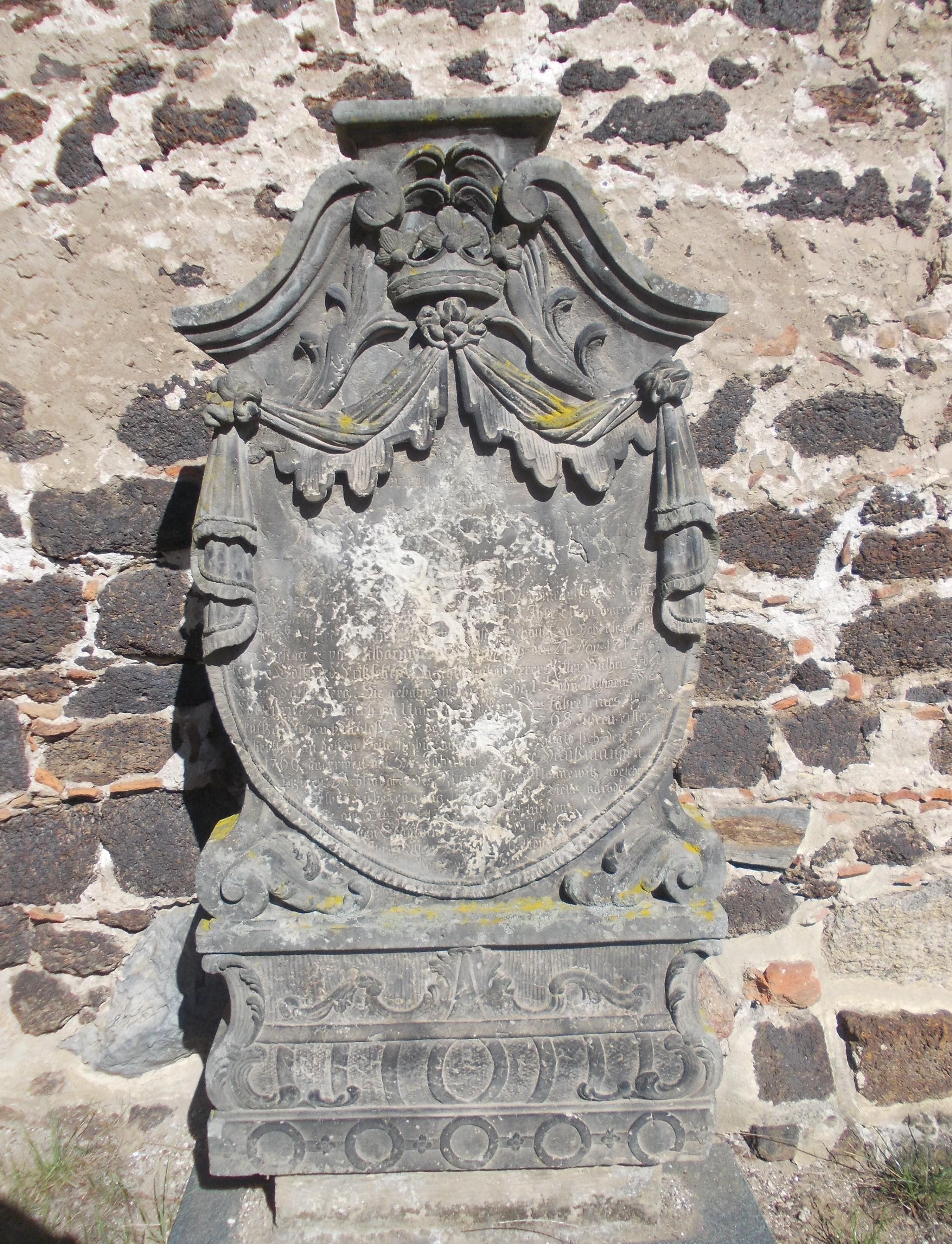
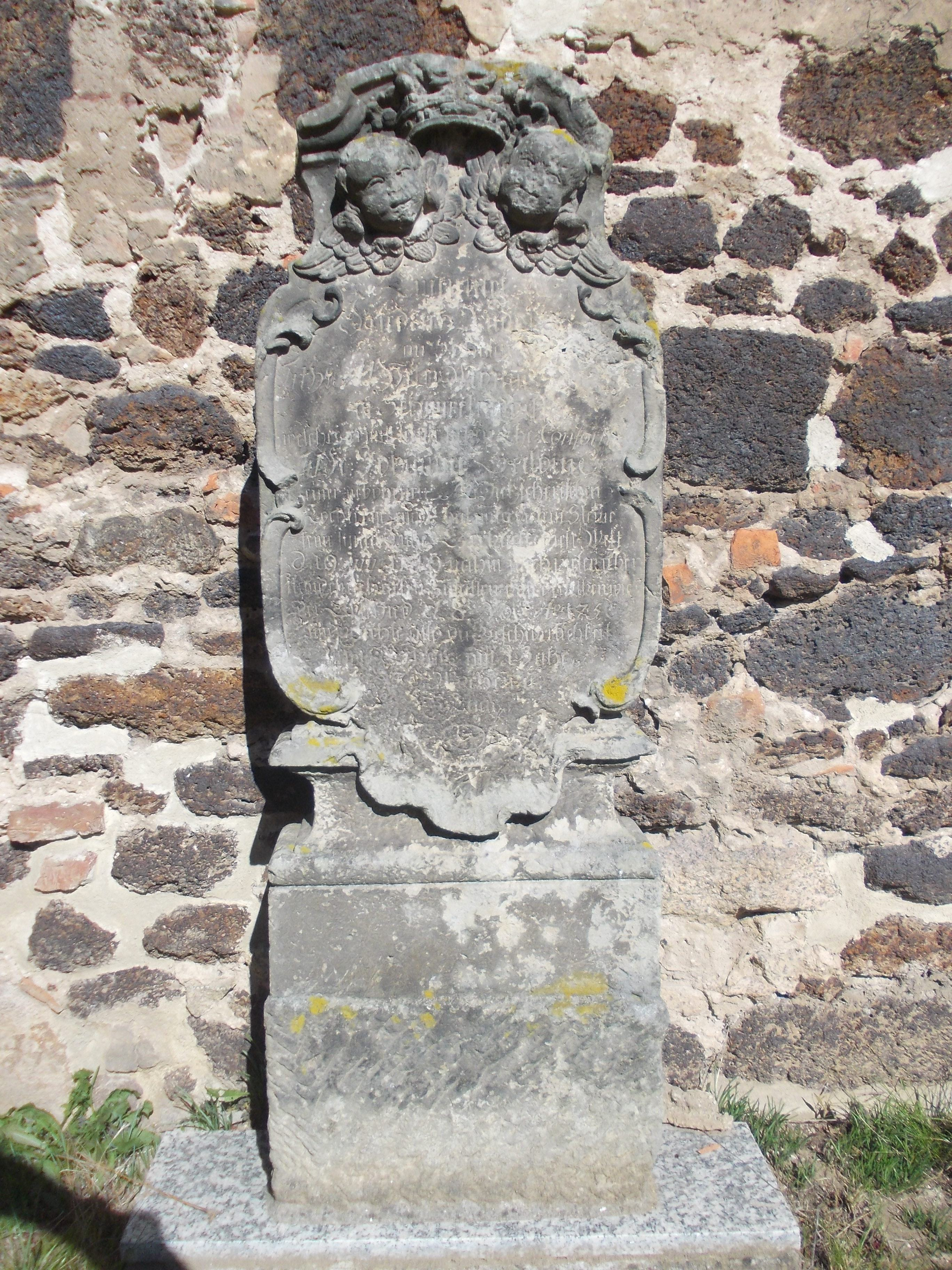

- Grabstein aus Sandstein mit ganzfigurigem Relief der Käthe von Marschall (1599).[2][3]
- Grabstein aus Sandstein mit vier Wappen der Maria von Dehm-Rotfelser (1617).[2][3]
- Grabstein aus Sandstein mit Wappen und Knorpelwerk des M. Jakob Sämler (1667).[2][3]
- Hölzernes Hängeepitaph mit Helmzier, militärischen Emblemen und Totenkopf für Gutsbesitzer A. M. von Dachroeder (1703).[2][3]
- Zwei Fragmente eines mit Wappen, Engeln und Totenkopf versehenen Grabsteins (18. Jahrhundert).[2][3]

Des Weiteren befinden sich an der Außenwand der Kirche einige weitere Grabmäler aus Sandstein.

## Gefallenendenkmal
In der Kirche befindet sich ein in der Zeit zwischen 1920 und 1930 entstandenes Gefallenendenkmal. Das neoklassizistische Denkmal zu Ehren der im Ersten Weltkrieg gefallenen Schmerkendorfer Einwohner ist in einer Wandnische an der nordöstlichen Wand zu finden.

## Pfarrhaus

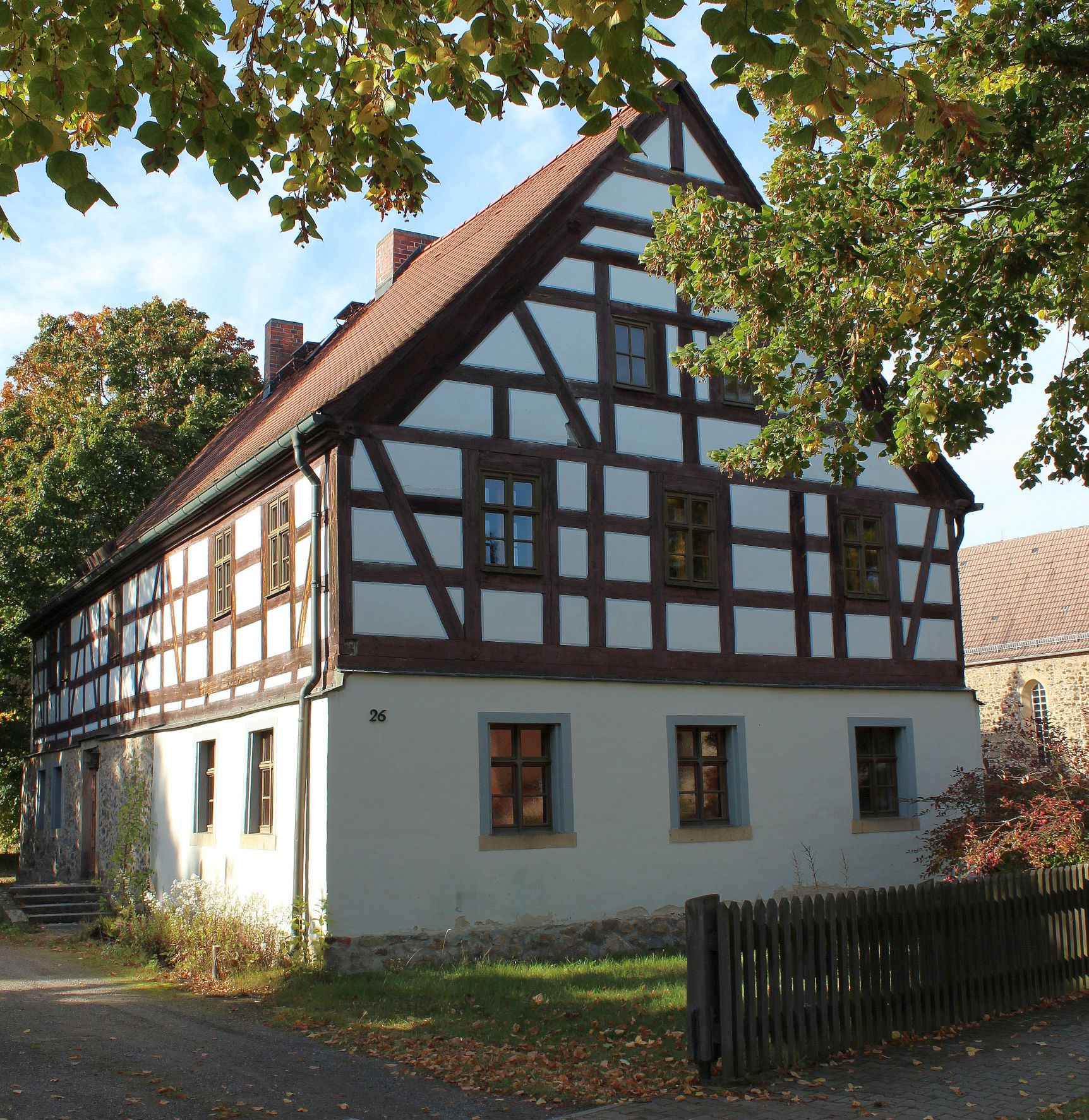
Pfarrhaus

Das einstige Pfarrhaus von Schmerkendorf befindet sich in unmittelbarer Nachbarschaft zum Friedhof der Kirche. In seinem Inneren ist die Schmerkendorfer Heimatstube zu finden, welche sich mit der Dorf-, Kirchen- und Schulgeschichte des Ortes sowie dem Leben des einheimischen Heimatforschers Friedrich Stoy befasst.
Das Fachwerkbau wurde in den Jahren zwischen 1613 und 1618 als Wohnstallhaus errichtet. Es stellt heute in der Umgebung den letzten ländlichen Fachwerkbau dar, welcher den Dreißigjährigen Krieg überdauerte, und ist das älteste Pfarrhaus der Region. Der zweigeschossige Bau mit Satteldach steht heute unter Denkmalschutz. Im Jahre 1993 erfolgte eine umfassende Sanierung des Gebäudes.
Der Pfarrkirche in Schmerkendorf unterstand auch das benachbarte Falkenberg, welches von hier aus kirchlich und schulisch betreut wurde, woran noch heute die alten Pfarrstiege zwischen beiden Orten erinnern. Etwa drei Kilometer südwestlich des Dorfes gehörten außerdem seit 1529 die Orte Alt- und Neulönnewitz (heutiges Lönnewitz) mit einer Filialkirche zur Parochie. Heute gehört Schmerkendorf zur Kirchengemeinde Falkenberg im Kirchenkreis Bad Liebenwerda der Evangelischen Kirche in Mitteldeutschland.

## Filialkirche Alt-Lönnewitz

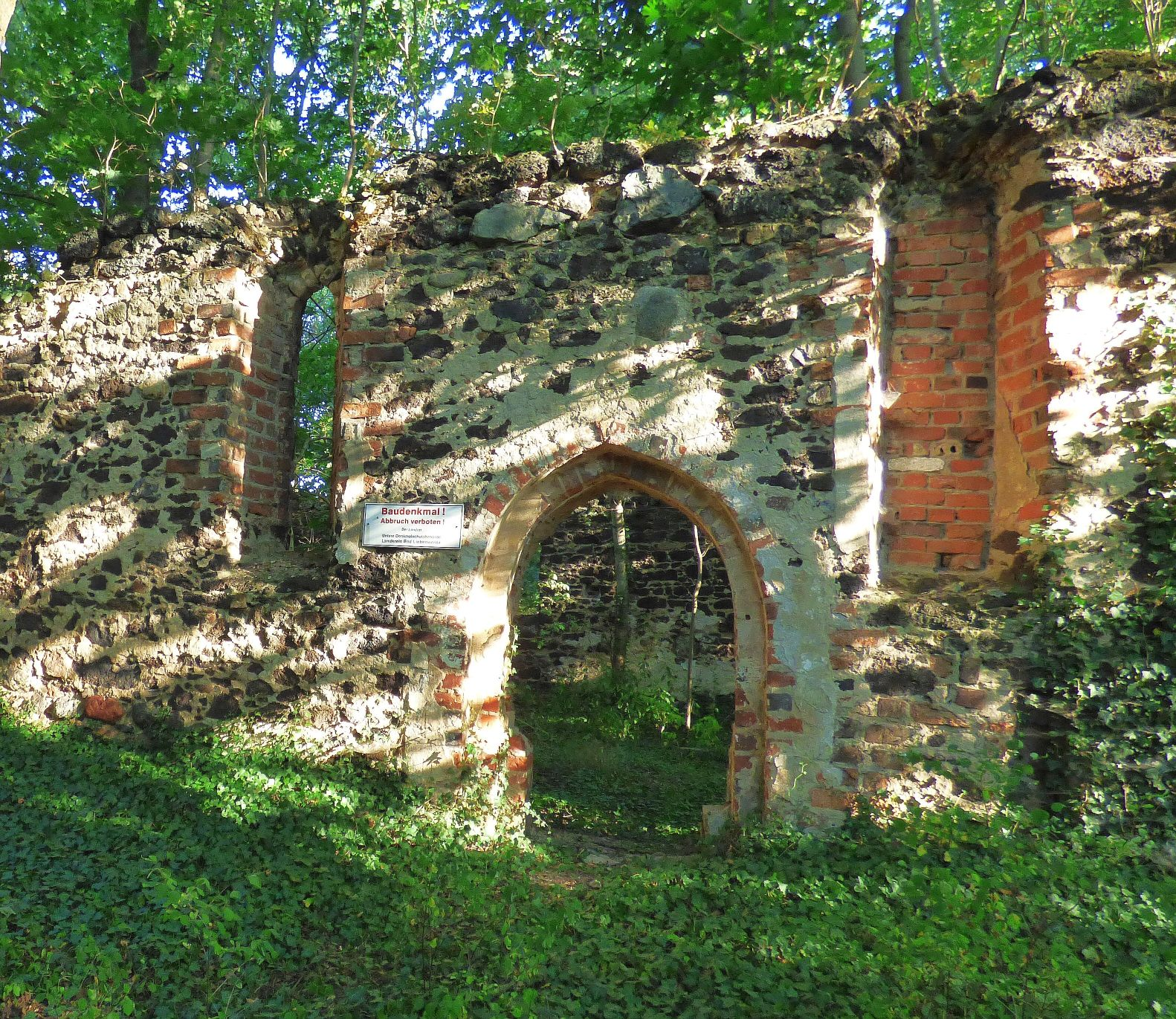
Eingangsportal der Kirchenruine Alt-Lönnewitz auf der Südseite

Nahe der Bundesstraße 183 befindet sich in einem bewaldeten Gelände die heute ebenfalls unter Denkmalschutz stehende Ruine der ehemaligen Dorfkirche Alt-Lönnewitz.
Diese war einst eine Filialkirche von Schmerkendorf. 1529 kam das zu jener Zeit elf Hufner zählende Lönnewitz nach einer Kirchenvisitation zur Parochie Schmerkendorf. Der nach dem Zweiten Weltkrieg viele Jahre zum militärischen Sperrgebiet erklärte Bereich, in dem sich das Bauwerk befindet, gehörte einst zur Ortslage des inzwischen verschwundenen Dorfes Alt-Lönnewitz. Hier war die Kirche mit dem angrenzenden Friedhof südlich des heute ebenfalls nicht mehr vorhandenen Gutes in einem Park zwischen Bäumen zu finden. Die spärlichen Überreste der Kirche sind die nahezu letzten baulichen Spuren des einstigen Dorfes Alt-Lönnewitz. Einige der sakralen Gegenstände der Kirche konnten während der Umsiedlung des Ortes im Jahre 1947 in die Kirche von Schmerkendorf verbracht werden und entgingen so der Plünderung. Das stark beschädigte und verfallene Bauwerk wurde nach der Aufhebung des Sperrgebietes später aufgegeben.